# Warngau
Warngau este o comună din landul Bavaria, Germania.